# Walahonen
Die Walahonen waren eine Adelsfamilie, die vor allem im 9. Jahrhundert am Mittelrhein gräfliche Ämter ausübte. Ihre Bedeutung liegt vor allem in den verwandtschaftlichen Beziehungen zu den Robertinern, den Konradinern und den Saliern und damit als Bindeglied zwischen diesen herausragenden Familien des Mittelalters.
In den Jahren 842 bis 902 sind Grafen mit dem Namen Walaho bezeugt – wobei nicht bekannt ist, um wie viele Personen es sich dabei handelt – die im Nahegau, Niddagau, Speyergau und Wormsgau amtierten.
Das bekannteste Familienmitglied ist jener Walaho († wohl vor 891), der mit Oda, der Tochter des Robertiners Robert III. verheiratet war, und der der Nachfolger von Robert († vor 834) und dessen Söhnen Guntram († 837) und Robert der Tapfere im Wormsgau wurde, als letzterer den Schwerpunkt seiner Aktivitäten ins Westfrankenreich verlegte.
Wohl eine Tochter Walahos und Odas war Wiltrud, die den Konradiner Eberhard († 902/903) heiratete, den Grafen im Niederlahngau und der Ortenau sowie Onkel des späteren deutschen Königs Konrad I. Eine Tochter Wiltruds und Eberhards wiederum könnte die Ehefrau des Wormsgaugrafen Werner gewesen sein, des ersten historisch fassbaren Saliers.
Ein weiterer Walaho ist in den Jahren 891/902 bezeugt. Er war der Vater eines 905 bezeugten Grafen Burkhard, der Gisela, die Witwe Meingauds († 892) heiratete, der Graf im Maienfeld und auch im Wormsgau gewesen war. Beide Grafschaften gingen an Burkhard über, zumindest der Wormsgau allerdings erst, nachdem sein Vater Walaho dort regiert hatte.
Aus der gleichen Zeit ist ein dritter Walahone bekannt, Graf Stephan, der einer der Unterstützer von Kaiser Arnulf von Kärnten in Lotharingien war, aber auch so sehr in der Opposition gegen Arnulfs Sohn Zwentibold engagiert, dass er am 13. August 900 (Arnulf war 899 gestorben) einer derjenigen war, die Zwentibold in einem Gefecht erschlugen. Zwei Jahre nach dieser Tat, Ende 901, kam Stephan selbst auf gewaltsame Art ums Leben.
Allgemein wird davon ausgegangen, dass die Walahonen zum engen Kreis um die Salier gehören, ohne dass die genaue Verwandtschaft klar ist. Als Gründe dafür werden genannt:
- Die Salier und die Walahonen übten in den gleichen Gauen die Grafenrechte aus
- Im Jahr 900 ist ein Walaho als Laienabt im salischen Eigenkloster Hornbach bezeugt.
- Die Salier traten das Erbe der Walahonen in Ämtern und im Besitz an.